# Canada Square
Canada Square è una piazza di Canary Wharf, sull' Isle of Dogs, nei Docklands di Londra. La piazza si trova nel borgo londinese di Tower Hamlets, 8 km a est di Charing Cross.

Canada Square è circondata da tre degli edifici più alti nel Regno Unito, ossia il One Canada Square, che è stato l'edificio più alto del Regno Unito dal 1990 fino alla fine del 2010, anno in cui è stato superato dallo The Shard, l' 8 Canada Square e il 25 Canada Square. L'intitolazione della piazza, al Canada, è dovuta al fatto che l'impresa sviluppatrice del sito è l' Olympia & York, società di Toronto, di proprietà della famiglia di Paul Reichmann.

## Trasporti
Il complesso e la piazza sono serviti dalla stazione della metropolitana di Canary Wharf sulla linea Jubilee, la stazione della DLR di Canary Wharf, sulla Docklands Light Railway, e la stazione ferroviaria di Canary Wharf, sul Crossrail. Canada Square è raggiungibile anche attraverso le stazioni di West India Quay e di Heron Quays, entrambe della DLR

Le linee di autobus che servono la zona sono la 135, la 277 (h24), la D3, la D7 e la D8. Le linee h24 e la linea N550 servono l'area di notte.